# Argyrodes dipali
Argyrodes dipali là một loài nhện trong họ Theridiidae.
Loài này thuộc chi Argyrodes. Argyrodes dipali được Benoy Krishna Tikader miêu tả năm 1963.